# AeroPerú

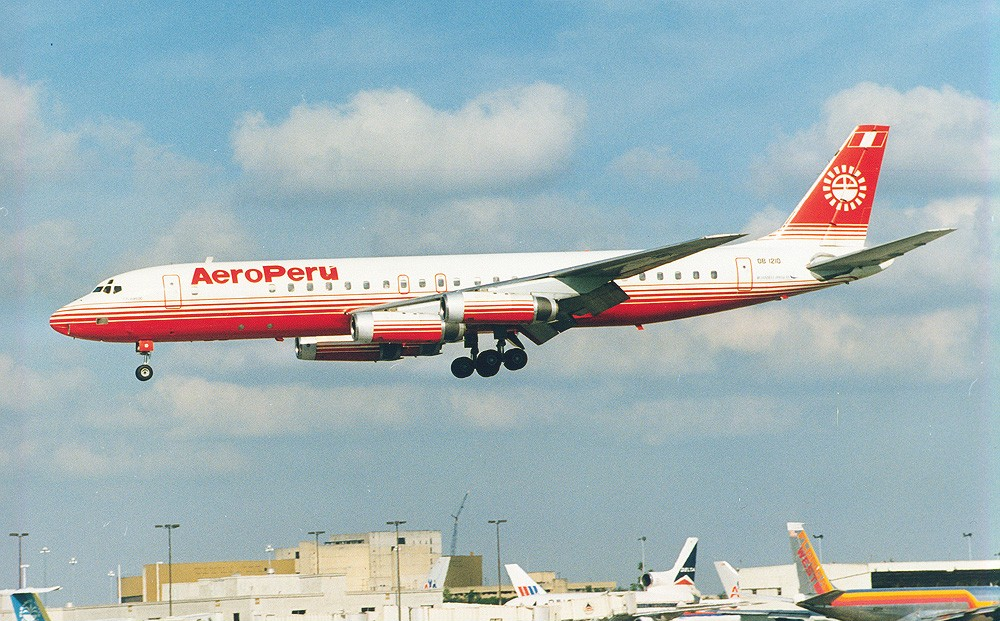
DC-8 d'AeroPerú

L'Empresa Nacional de Aeronavegación del Perú est une compagnie aérienne péruvienne disparue en 1999, dont les origines remontent au début des années 1930.

## Histoire
C'est en 1931 que furent constituées les Lineas Aéreas Nacionales. LAN fut absorbé par l'armée péruvienne en mai 1946. En juin 1960 les Transportes Aéreos Militares furent réorganisés, TANS étant chargé de desservir la Selva et SATCO (Servicio Aereo de Transporté Commerciales) assurant les autres dessertes domestiques. Elle héritait de onze Douglas DC-3.
AeroPeru fut créé par décret gouvernemental en date du 22 mai 1973, reprenant le réseau et les trois Fokker F28 Fellowship de SATCO. Le premier service international fut inauguré le 28 juillet 1974 et fin 1977 la compagnie disposait de trois Douglas DC-8-51, un Boeing 727, deux Fokker F27 et trois Fokker F28. Elle desservait Santiago du Chili, Buenos Aires, Rio de Janeiro, São Paulo, Guayaquil, Los Angeles, Miami et New York.
Malgré des projets de reprise par Continental Airlines et American Airlines, AeroPeru a cessé son activité le 10 mars 1999. Son passif atteignait alors 174 millions de dollars US pour une flotte composée de 10 appareils : trois Boeing 727-200, quatre Boeing 737-200 et trois Boeing 757-200. 
Une tentative  de redémarrage de l'entreprise a été engagée sans succès en 2000 par d'anciens salariés de la compagnie.